# Warka
Warka este un oraș în Polonia.